# Крук і Лисиця
«Крук і лисиця» — байка давньогрецького байкаря Езопа (VI століття до н. е.). Федр склав латинську версію (Vulpes et corvus, Phaedrus, Fables 1, 13). В Індексі Перрі, каталозі байок Езопа, ця зазначена під номером 124. Ця байка є однією з найвідоміших байок Езопа. У сюжеті Езопа у Крука було м'ясо, а сир вперше з'явився у версії Федра в I столітті н. е.

## Сюжет байки
Крук знайшов м'ясо і сів на дерево, щоб з'їсти його. Хитра Лисиця, яка сама хотіла б отримати м'ясо, підлещується до ворона, називаючи його красунчиком і царем птахів.  Розхвалюючи Крука, Лисиця акцентує на прекрасному голосі птаха і стверджує, що він міг би бути царем серед птахів. Нарешті лис просить крука заспівати для нього. Необережний через лестощі Лисиці, Крук починає співати, щоб довести, що він найкращий співак. Крук закарав. Коли він відкриває дзьоб, м'ясо випадає, яке Лисиця швидко забрала. Тоді він сміється і каже: Стережіться підлесників! Повчання звучить уже в оповіді, у словах Лисиці: «О Круче, коли б ти мав також розум, тобі більше не бракувало б нічого, щоб стати царем». 

## Аналіз

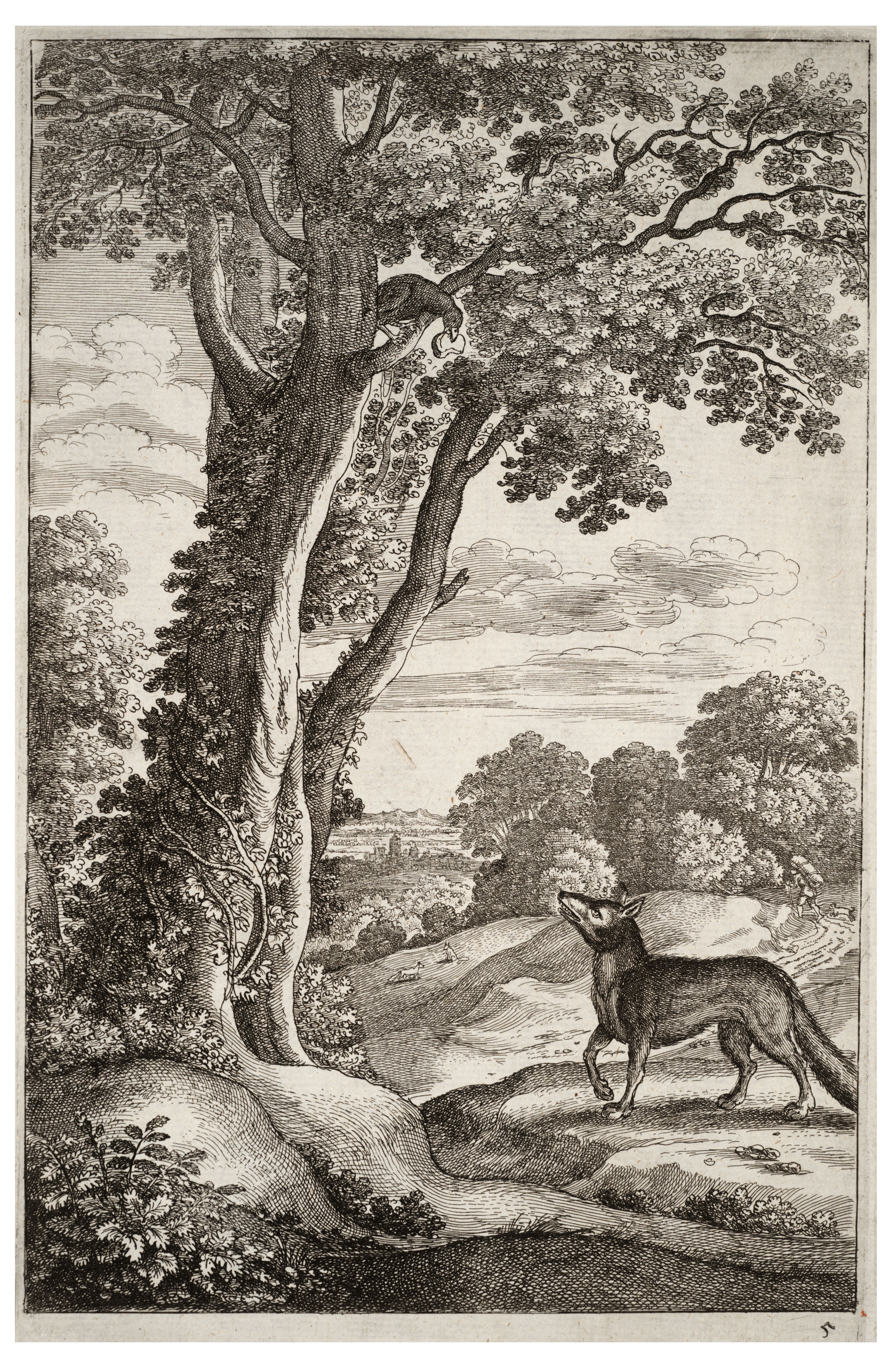
Ілюстрація до байки Езопа «Крук і Лисиця»

В образах тварин висміюються людські вади. 
Герої байки:
- Лисиця — є уособленням людини улесливої, хитрої, корисливої, підступної, яка прагне до легкої наживи.
- Крук — є уособленням недорікуватості (неспроможний впоратися з чим-небудь своїми силами; безпорадний; який неправильно й нечітко вимовляє звуки, слова), образ довірливої, простакуватої чи наївної людини з чеснотою, котра дає себе спокусити у прагненні до марної слави (символізується співом); нерозумність та неуважність.

Мораль: Зазвичай сприймається як застереження від підлесників. Лестощі, метою яких є лише користь, дуже небезпечні, мають велику силу, яка, як у випадку описаного сюжету, призводить до втрати поживи. Автор не виступає на захист Крука, навпаки висміює його нерозумність та неуважність. Треба відрізняти щирих людей від улесливих, не бути занадто довірливим, об'єктивно оцінювати себе і свої можливості. Людина з чеснотою, і той, хто дає себе спокусити у прагненні до марної слави (символізується співом), втрачає поживу для душі і тіла. Байка засуджує не лукавість і хитрощі, а підлабузництво і тих, хто вірить будь-яким словам, аби тільки вони були приємними. Мораль байки є короткою та влучною: «Ця байка стосується нерозумної людини».
Мораль байки «Крук і Лисиця» у Івана Крилова принципово відрізняється від Езопової виховної ноти. Езоп пише про нерозумність Крука, а Крилов робить інший акцент, і в нього головним персонажем стає улеслива Лисиця. Обидві риси людської натури — дурість і улесливість — можна знайти в обох байках. Але акценти авторами розставлені різні, а тому байки сприймаються по-різному, хоча використовується один і той самий сюжет.
Засуджуються: прагнення до марної слави (символізується співом), невміння відрізняти щирих людей від улесливих, необ'єктивна оцінка себе і своїх можливостей. 
Мова байки: коротка лаконічна іронічна. Сюжет — простий.

## Культурне значення сюжету
Згадки про байку можна знайти в значно пізнішому європейському мистецтві та поезії. Наприклад, зображення байки з'являється в окантовці гобелену з Байє. Жан де Лафонтен опублікував поетичну обробку байки. На цій основі Готгольд Ефраїм Лессінг у 18 столітті написав іронічну модифікацію теми під назвою «Ворон і лисиця».
Митці запозичували його сюжети, додавали національного колориту, особливої поетичної форми, творчо опрацьовували езопівські тексти, створювали власні шедеври. 
Іван Крилов використав древній сюжет, але в його байці є принципові відмінності. Езоп пише про нерозумність Крука, а   Крилов акцентує на улесливості Лисиці, яка в російського автора є головним персонажем. Езопа наслідували також Бабрій, Лафонтен, Олександр Сумароков, і Василь Тредіаковський.
Мораль байки Лисиці та Крука розповідають і сьогодні. Є епізод у «Вулиці Сезам», у якому ця байка реалізована.